# Ophiderpeton
Ophiderpeton es un género extinto de lepospóndilos que vivieron a finales del período Carbonífero en lo que hoy es la República Checa, Irlanda, Inglaterra y los Estados Unidos. El género fue nombrado por Thomas Henry Huxley en 1866, siendo asignado al grupo Ophiderpetontidae por Carroll (1988).